# Kamixovi rai
Kamixovi rai (Камышовый рай, Paradís de canya) és una pel·lícula dramàtica soviètica en rus dirigida per Elena Tsiplakova el 1989. Va participar al Festival Internacional de Cinema de Sant Sebastià 1990, on va guanyar el Premi Kutxa per Nous Realitzadors. La base del guió de la pel·lícula va ser una història real explicada als guionistes per un agent de policia.

## Argument
El jove vagabund Keixa Bobrov, sobrenomenat "Bobor", acaba inesperadament en un camp de treball subterrani a l'estepa kazakh, on persones sense sostre es veuen obligats del matí a la nit a talar canya. El cap del campament resulta ser un conegut de Kexi Sira-Piyra, que convida el vell conegut a convertir-se en un dels guàrdies, però Bobor intenta escapar. És enviat amb els treballadors.
A més del treball interminable sota el sol abrasador, s'ha desenvolupat un sistema de càstigs per als treballadors en forma de privació d'una o altra porció d'aigua. Un professor sense sostre que va robar un paquet de cigarrets es veu obligat a menjar-se'l. Un dia, el treballador Nazir cau des de l'alçada i es trenca una cama. Els sense sostre creuen que el porten a l'hospital, però uns dies després es veu el seu rosari en un dels guàrdies.
El professor aconsegueix escapar i arribar a la policia, però resulta que les autoritats coneixen el campament subterrani. Un agent de policia notifica a Sira-Pir el descobriment d'un fugitiu. El fugitiu és retornat al campament i severament colpejat, després de la qual cosa mor. Al cap d'un temps, Keixa i el seu nou amic Vitek Zaitsev organitzen un motí i maten els guàrdies. Les persones sense sostre es neguen a abandonar el camp i fins i tot intenten capturar els rebels, però en Bobor i els seus dos companys, armats amb metralladores, se'n van. Ara han de lluitar amb la set.

## Repartiment
- Nikolai Stotski - Kesha Bobrov, Bobor
- Aleksandr Bureev - Vitiok Zaitsev
- Valeri Kravchenko - Syra-Pyra, propietari del campament
- Viktor Pomortsev - Cogombre
- Iosif Riklin - professor
- Vladimir Zubenko - Gesx
- Vladimir Vinogradov - guarda de seguretat Veselchak
- Viktor Gontxarov - Guàrdia de seguretat Baron
- Vladimir Gubanov - Guàrdia de seguretat d'Eryom
- Janas Iskakov - Nasyr
- Vladimir Kniazev - Morgun
- Aitjan Aidarbekov - cap de policia

## Lloc de rodatge
- Les escenes principals de la pel·lícula es van rodar a Astrakhan[5]